# Ordinul Sfântului Andrei (Țările de Jos Spaniole)
Ordinul Sfântului Andrei este un ordin cavaleresc, fondat prin hotărârea regelui Filip al II-lea al Spaniei, în iulie 1570, pentru ca «nativii din Țările de Jos care l-au servit bine să fie convinși de voința sa pe care o are să-i onoreze și să-i favorizeze, și în același timp să vadă că bunurile rebelilor sunt folosite în interesul țării».

## Istoric
Regele a acordat membrilor ordinului fiefuri sau beneficii însoțite de rente viagere mergând de la 3.500 la 600 de florini, luați din confiscările de război. La început, era vorba ca aceste venituri să revină Ordinului Lânii de Aur, dar regele a respins această idee, la recomandările Ducelui de Alba, în momentul în care acest ordin întâmpina dificultăți.
Alegerea numelui ordinului nu este, de altfel, anodin, întrucât Sfântul Andrei era patronul Casei de Burgundia / Casei de Bourgogne și al Ordinului Lânii de Aur.
Deși nominalizările fuseseră anunțate, iar rentele asociate beneficiilor plătite demnitarilor acestui nou ordin, se pare că regele nu a dat vreo altă urmare deciziilor sale, în timp ce statutele Ordinului Lânii de Aur au fost reformate în 1581.
Datorită acestui caracter neîncheiat, niciun atribut, statut sau decorație nu sunt cunoscute în legătură cu acest ordin al Sfântului Andrei.

## Membri ai ordinului
Numărul membrilor acestui ordin a fost limitat la treizeci cei mai fideli seniori ai regelui Spaniei din timpul tulburărilor care agitau Țările de Jos Spaniole.